# Convento de Santa Lucía (Zaragoza)

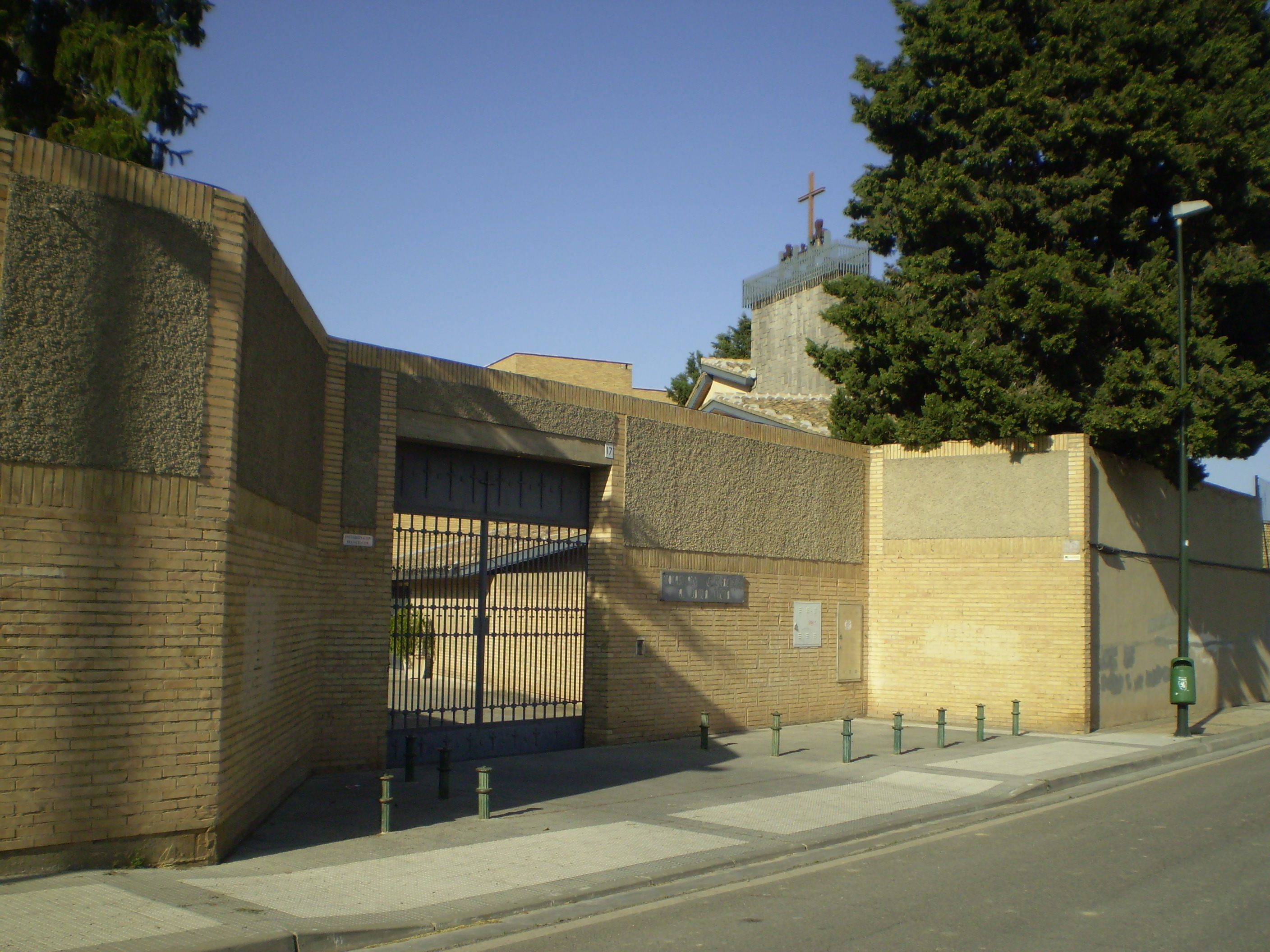
Convento de Santa Lucía

El monasterio cisterciense de Santa Lucía es un monasterio cisterciense femenino ubicado en Zaragoza en España desde 1588. 

## Historia
Hernando de Aragón (1498–1575), arzobispo de Zaragoza (1539–1575) y ex abad del monasterio cisterciense de Veruela (1534–1539), promovió el traslado del convento cisterciense de Cambrón a la ciudad de Zaragoza, de acuerdo con las recomendaciones del Consejo de Trento . Sin embargo, esto solo ocurrió 13 años después de su muerte en 1588. El monasterio tomó el nombre de Santa Lucía la Real por una ermita ubicada anteriormente en el nuevo emplazamiento.  
Con el estallido de la guerra de la Independencia en 1808, comenzó un período de sufrimiento para el convento en el que las monjas tuvieron que abandonar su convento varias veces. En 1808 se hubieron de trasladar al monasterio de Trasobares, en 1837-1840 estuvieron en el convento de Santa Catalina en Zaragoza,  en 1840-1850 en el convento de Santa María de Jerusalén en Zaragoza y durante en la Guerra civil española (1936-1940) en el Carmelo Santa Teresa en Zaragoza, pero siempre pudieron regresar. En 1967 se mudaron a un nuevo monasterio en el distrito de Casablanca en Zaragoza (Calle de Maestre Racional 17).

## Enlaces web
- Sitio web del monasterio
- Página al monasterio, español

- Datos: Q56294059
- Multimedia: Monasterio Cisterciense de Santa Lucía, Zaragoza / Q56294059